# Maximilian Rio

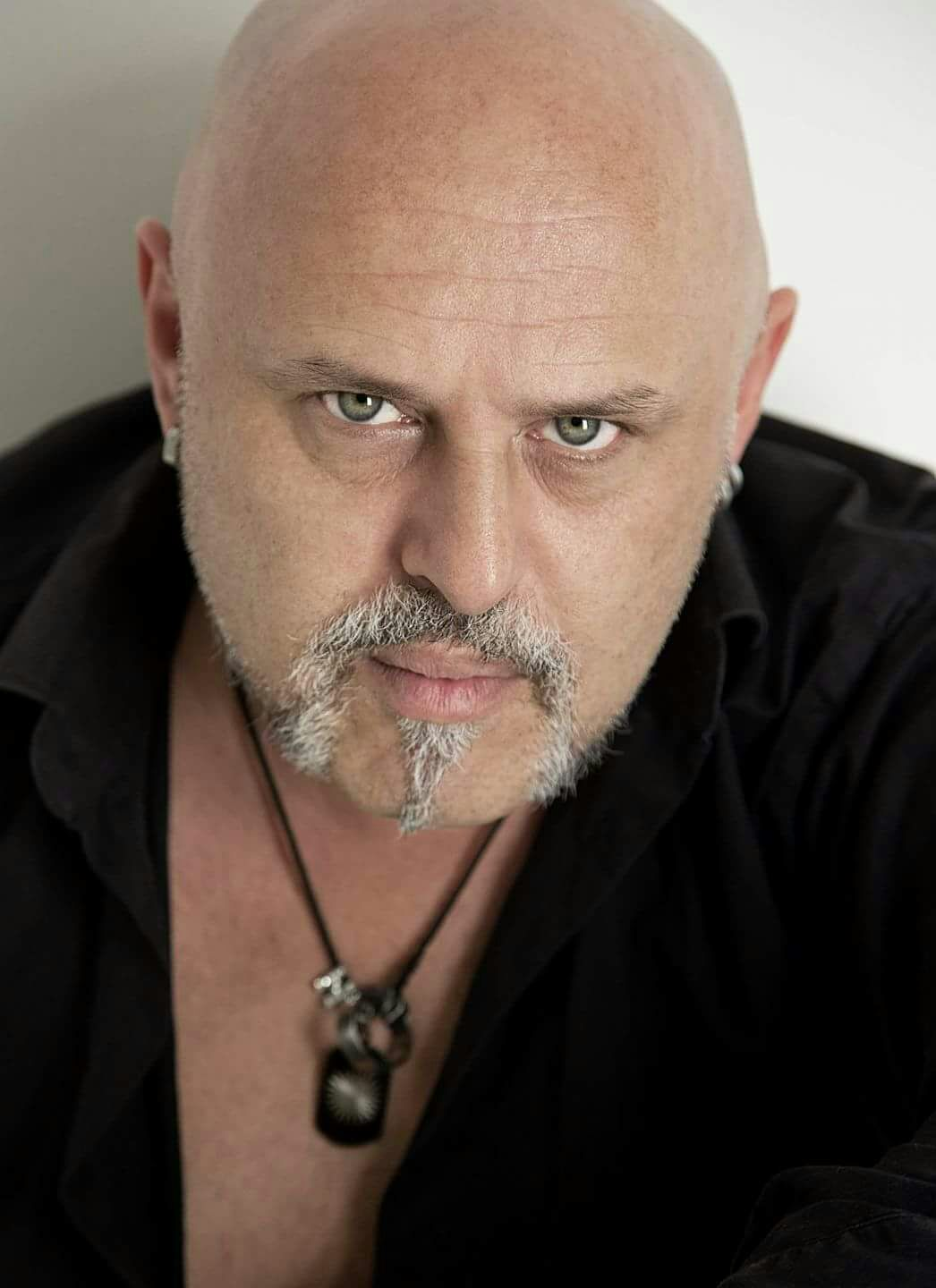
Maximilian Rio

Maximilian Rio, pseudonimo di Massimiliano Riolfo (Savona, 7 marzo 1970), è un arrangiatore, produttore discografico e polistrumentista italiano.

## Carriera
Dall'età di 14 anni suona, scrive canzoni e gira l'Italia per esibirsi nei locali. Nel 2003 diventa anche autore, produttore e talent scout. Ideatore e fondatore del progetto ALIENO, nel 2021, fonda la casa discografica UFO Records srl con la etichetta Alieno Label (https://www.alienolabel.com/) e la Alieno Music Academy (https://alienomusicacademy.com/)

## Produzioni
- Dal 2002 è consulente musicale per 3 edizioni di Vivere il Mare, in onda su Rai 2.
- Dal 2004 al 2006 è consulente musicale di Unomattina, Linea Verde e Lineablu, Linea verde orizzonti in onda su Rai 1.
- Nel 2006 è consulente musicale per Sky Italia - HD system Launching.
- Nel 2007 è consulente musicale per SKY Italia per il programma TV PitStop Pocker.
- Nel 2006 è compositore musicale per il Ministero Italiano del Turismo.
- È arrangiatore e direttore d’orchestra per diversi teatri italiani tra cui il Teatro Dal Verme di Milano con Daniele Stefani (aprile 2010).

## Discografia
- 2013 People and Places, D. Stefani feat Ben V Pierrot
- 2014 Deborah Iurato – Deborah Iurato
  - Danzeremo a luci spente[1]
  - Ogni minimo dettaglio (Abbate - Cheope - Riolfo)
  - A volte capita (Abbate)
- 2014 Da capo - Giada Agasucci
  - Le cose che non sei (Abbate - Cheope - Riolfo)
- 2014 Siento la distancia - Daniele Stefani
  - Siento la distancia (Stefani - Riolfo - Pena)
  - Vivir Separados (Stefani - Riolfo - Pena)
  - Porquè tu (Stefani - Riolfo - Pena)
  - Amame o Dejame (Stefani - Pena)
  - Sorriderai al buio (Stefani - Riolfo - Pena)
- 2014 Heavently Love - Silvia Fuse'[2]
- 2014 Cerca - Luis Jara 
  - Fue dificil (Stefani - Riolfo - Pena)
- 2014 Libere - Deborah Iurato co-produttore con Nicolò Fragile e Mario Lavezzi dei brani Aurora e Domani Mi Avrai Già Dimenticato
- 2017 – Cadono saponette, Romina Falconi
- 2020 Abbracciamoci adesso, Lybo feat Zoe Cristofoli Produttore con Stefano Brandoni e autore con S. Romano, S. Nigri, M. Cifelli, M. Liberatore per ALIENO LABEL (KR ENTERTAINMENT Srl)

## Premi e riconoscimenti
- 2009 riceve il Premio come miglior autore/produttore italiano di musica house.
- 2016 riceve un Premio dalla città di Savona per meriti artistici[3]

## Collaborazioni
- Universal Music
- Warner Music Group
- Sony Columbia
- altre etichette indipendenti